# Trasformata di Fourier

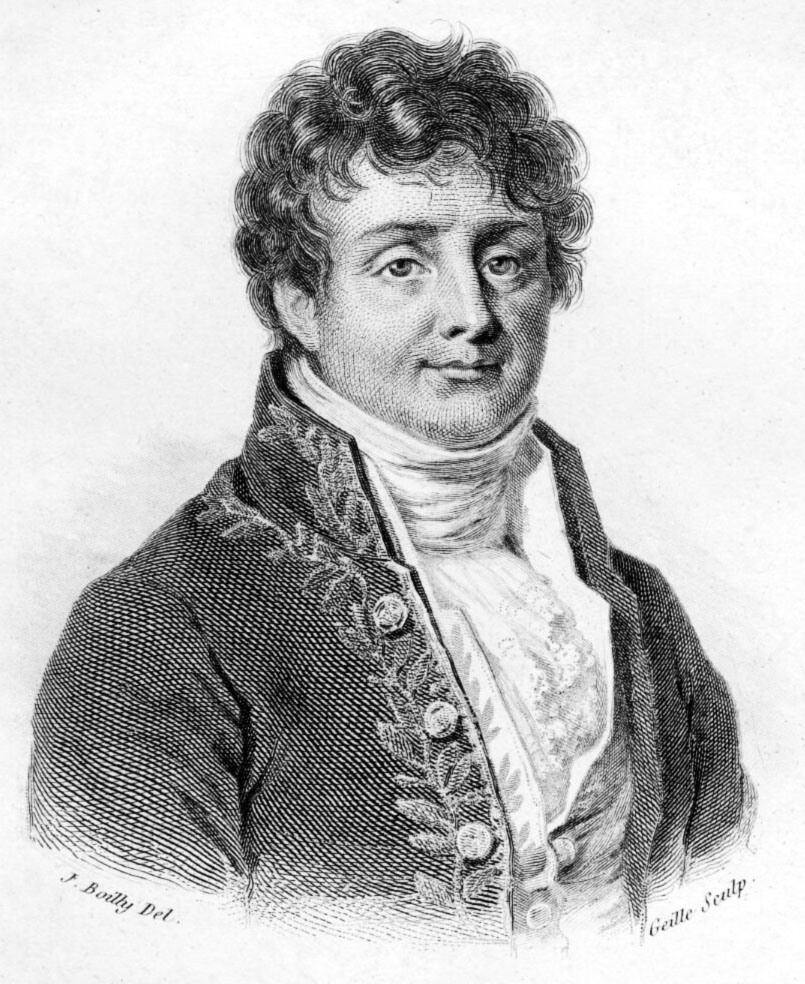
Jean Baptiste Joseph Fourier

In analisi matematica, la trasformata di Fourier è una trasformata integrale, cioè un operatore che trasforma una funzione in un'altra funzione mediante un'integrazione, sviluppata dal matematico francese Jean Baptiste Joseph Fourier nel 1822, nel suo trattato Théorie analytique de la chaleur (Teoria analitica del calore). Trova numerose applicazioni nella fisica e nell'ingegneria ed è uno degli strumenti matematici maggiormente utilizzati nell'ambito delle scienze pure e applicate, permettendo di scrivere una funzione dipendente dal tempo come combinazione lineare (eventualmente continua) di funzioni di base esponenziali. La trasformata di Fourier associa a una funzione i valori dei coefficienti di questi sviluppi lineari, dandone in questo modo una rappresentazione nel dominio delle frequenze che viene spesso chiamata spettro della funzione (la relazione con il concetto di spettro di un operatore può essere compresa se si considera l'operatore di convoluzione con la funzione in esame). A volte si intende per trasformata di Fourier la funzione che risulta dall'applicazione di questo operatore.

## Generalità
Nel caso di funzioni periodiche, può essere semplificata con il calcolo di un insieme discreto di ampiezze complesse, chiamati coefficienti della serie di Fourier. Il suo uso più comune è quello di trasformare una funzione che varia nel tempo, come un suono, in una funzione relativa alle frequenze, che spesso è più facile da analizzare; poiché applicando due volte la trasformata si ritorna alla funzione di partenza, è anche possibile sfruttarla per modificare la funzione originale, per esempio "ripulendo" una registrazione piena di fruscii eliminando le frequenze più alte che per la maggior parte sono legate a questi ultimi. Grazie alla trasformata di Fourier è possibile ad esempio individuare un criterio per compiere un campionamento in grado di digitalizzare un segnale senza ridurne il contenuto informativo: ciò è alla base dell'intera teoria dell'informazione che si avvale, inoltre, della trasformata di Fourier (in particolare della sua variante discreta) per l'elaborazione di segnali numerici.
La trasformata è invertibile: a partire dalla trasformata di una funzione {\displaystyle {\hat {x}}} è possibile risalire alla funzione {\displaystyle x} tramite il teorema di inversione di Fourier. Formalmente, la trasformata di Fourier {\displaystyle {\mathcal {F}}\left\{x(t)\right\}(\omega )} di una funzione {\displaystyle x(t)} è equivalente al valutare la trasformata di Laplace bilatera {\displaystyle {\mathcal {L}}} di {\displaystyle x} ponendo {\displaystyle s=i\omega }, e tale definizione è valida se e solo se la regione di convergenza della trasformata di Laplace contiene l'asse immaginario.
Se il segnale in oggetto è un segnale periodico, la sua trasformata di Fourier è un insieme discreto di valori, che in tal caso prende il nome di spettro discreto o spettro  "a pettine": la frequenza più bassa è detta armonica fondamentale ed è quella che ha peso maggiore nella ricomposizione finale del segnale, mentre le altre frequenze sono multiple della fondamentale e prendono talvolta il nome di "armoniche secondarie". In questo caso la rispettiva formula inversa di sintesi costituisce lo sviluppo in serie di Fourier della funzione o segnale periodico originario. Se il segnale ha un valor medio diverso da zero la serie restituisce anche una componente costante che lo rappresenta. Se un segnale periodico viene troncato all'esterno di un certo intervallo in ascissa rimanendo definito solo all'interno di un certo intervallo di definizione, lo spettro risultante sarà quello discreto in cui però ciascuna riga si allarga nel dominio della variabile dipendente di un valore pari all'inverso dell'intervallo di definizione del segnale stesso.
Nel caso in cui la funzione sia non periodica, lo spettro è continuo, e tanto più è esteso lungo l'asse delle frequenze quanto più è limitato nel dominio originario della variabile indipendente, e viceversa. La teoria della trasformata e antitrasformata di Fourier generalizza dunque la teoria della Serie di Fourier al caso di segnali non periodici, ricomprendendo i segnali periodici come caso particolare ed insieme confluiscono nell'analisi di Fourier e nell'analisi armonica.
La trasformata di Laplace (introdotta per la prima volta da Eulero quasi un secolo e mezzo prima) è un'estensione della trasformata di Fourier che consente di trattare funzioni particolari che non sono integrabili secondo Fourier, come le funzioni continue a tratti. Data la trasformata di Laplace di una funzione (o segnale), sotto determinate ipotesi si può ottenere la sua trasformata di Fourier ponendo {\displaystyle s=2\pi \cdot i\cdot f}, dove {\displaystyle i} è l'unità immaginaria e {\displaystyle f=\omega /2\pi } la frequenza delle sinusoidi di base la cui combinazione lineare determina la trasformata di Fourier.
La trasformata di Fourier è largamente utilizzata nell'analisi in frequenza dei sistemi dinamici, nella risoluzione delle equazioni differenziali e in teoria dei segnali. Ad esempio, nell'ingegneria dei sistemi la trasformata di Fourier della risposta impulsiva caratterizza la risposta in frequenza del sistema in oggetto. Il motivo di una così vasta diffusione risiede nel fatto che si tratta di uno strumento che permette di scomporre un segnale generico in una somma infinita di sinusoidi con frequenze, ampiezze e fasi diverse; e successivamente permette di ricostruirlo tramite la formula inversa di sintesi (o "antitrasformazione"). L'insieme di valori in funzione della frequenza, continuo o discreto, è detto spettro di ampiezza e spettro di fase.

## Definizione
Si consideri il sistema ortonormale {\displaystyle \{u_{n}=e^{int},n\in \mathbb {Z} \}} in {\displaystyle L^{2}(T)}, dove {\displaystyle T} è l'intervallo {\displaystyle [-\pi ,\pi ]}. Esso è detto sistema ortonormale trigonometrico, ed è un sistema completo.
Si definisce serie di Fourier di una funzione periodica {\displaystyle f\in L^{2}(T)} a quadrato sommabile la rappresentazione della funzione per mezzo di una combinazione lineare dei vettori di base {\displaystyle u_{n}} del sistema ortonormale trigonometrico:
{\displaystyle \sum _{n=-\infty }^{\infty }f(n)u_{n}=\sum _{n=-\infty }^{\infty }f(n)e^{int}.}
I coefficienti della combinazione sono le proiezioni ortogonali della funzione sugli spazi generati dai singoli elementi del sistema ortonormale trigonometrico:
{\displaystyle f(n):={\frac {(f,u_{n})}{\|u_{n}\|^{2}}}=(f,u_{n})={\frac {1}{2\pi }}\int _{-\pi }^{\pi }\,f(x)\,e^{-inx}dx,}
e sono detti coefficienti di Fourier della funzione {\displaystyle f}.
Si supponga ora {\displaystyle f\in L^{2}(\mathbb {R} )} a supporto compatto, e si consideri un intervallo {\displaystyle [-T/2,T/2]} sufficientemente grande da contenerne il supporto. Allora l'{\displaystyle n}-esimo coefficiente {\displaystyle f(n)} è dato da:
{\displaystyle f(n)={\frac {1}{2\pi }}\int _{-T/2}^{T/2}f(x)\,e^{-i2\pi \left({\frac {n}{T}}\right)x}dx.}
In modo informale si può affermare che all'aumentare dell'ampiezza dell'intervallo {\displaystyle T} sul quale si calcola la serie di Fourier di una funzione {\displaystyle f} i coefficienti della serie approssimano il valore della trasformata di Fourier {\displaystyle {\mathcal {F}}\{f\}} della funzione stessa, e la somma della serie approssima il valore della trasformata inversa. In particolare, i coefficienti della serie sono i valori della trasformata di Fourier campionata ad intervalli di larghezza {\displaystyle 1/T}, e nel caso in cui {\displaystyle f(x)} sia identicamente nulla al di fuori dell'intervallo di integrazione {\displaystyle [-T/2,T/2]} il valore dell'n-esimo coefficiente di Fourier è pari a {\displaystyle {\mathcal {F}}\{f\}\left({n \over T}\right)}.
Estendendo {\displaystyle T} all'intero asse reale si definisce trasformata di Fourier di una funzione {\displaystyle f} appartenente allo spazio di Schwartz l'integrale:
{\displaystyle {\mathcal {F}}\{f\}(t)={\hat {f}}(t):={\frac {1}{\sqrt {2\pi }}}\int _{\mathbb {R} }f(x)e^{-ixt}\,dx,\qquad \forall t\in \mathbb {R} .}
Dal momento che {\displaystyle f} appartiene a {\displaystyle L^{1}(\mathbb {R} )}, l'integrale è ben definito per ogni numero reale. Come conseguenza del teorema di Plancherel, la trasformata si può estendere in modo unico anche nello spazio di Hilbert {\displaystyle L^{2}}, tuttavia come funzione puntuale è definita quasi ovunque in tale insieme.
Indicando l'operazione con la lettera {\displaystyle {\mathcal {F}}} (F calligrafica), con il termine trasformata di Fourier si identifica anche l'operatore funzionale:
{\displaystyle {\mathcal {F}}:f\mapsto {\hat {f}}.}
Si può estendere la definizione anche per funzioni di Schwartz di una variabile vettoriale {\displaystyle f(\mathbf {x} )\in L^{1}(\mathbb {R} ^{n})}:
{\displaystyle {\mathcal {F}}\{f\}(\mathbf {t} )={\hat {f}}(\mathbf {t} ):={\frac {1}{(2\pi )^{n \over 2}}}\int _{\mathbb {R} ^{n}}e^{-i\mathbf {t} \cdot \mathbf {x} }f(\mathbf {x} )\,d\mathbf {x} ,\qquad \forall \mathbf {t} \in \mathbb {R} ^{n},}
dove {\displaystyle \mathbf {t} \cdot \mathbf {x} } rappresenta il prodotto scalare dei due vettori.
La trasformata di Fourier è un endomorfismo dello spazio di Schwartz. In particolare, mappa dal dominio {\displaystyle x} al dominio {\displaystyle t=2\pi f}, ed è una funzione complessa della variabile {\displaystyle t}. La trasformata è quindi esprimibile in modulo e argomento tramite rispettivamente lo spettro di ampiezza e lo spettro di fase.

### Il teorema di inversione di Fourier
Il teorema di inversione di Fourier afferma che se {\displaystyle f} e la sua trasformata appartengono ad {\displaystyle L^{1}} allora, per quasi-ogni {\displaystyle x\in \mathbb {R} }, vale:
{\displaystyle f(x)={\frac {1}{\sqrt {2\pi }}}\int _{\mathbb {R} }{\hat {f}}(t)e^{ixt}\,dt.}
In modo informale si può affermare che, all'aumentare dell'ampiezza dell'intervallo sul quale si calcola la serie di Fourier di una funzione, la somma della serie approssima il valore della trasformata inversa.
Esso si esprime dicendo che una funzione {\displaystyle f} è scomponibile come la somma infinita su tutte le frequenze di sinusoidi con peso pari alla trasformata. Equivalentemente, si dice invece che la grandezza {\displaystyle f} è data dalla sovrapposizione di infinite onde a differente frequenza con peso pari alla trasformata (o spettro) di {\displaystyle f}.

## Esistenza ed unicità
Sia {\displaystyle \phi \in L^{1}} un omomorfismo a valori complessi tale che:
{\displaystyle \phi (f*g)=\phi (f)\phi (g),\qquad f,g\in L^{1},}
dove l'asterisco denota la convoluzione. Si dimostra che:
- Esiste un'unica {\displaystyle \beta \in L^{\infty }} tale che:[8]

{\displaystyle \phi (f)={\frac {1}{\sqrt {2\pi }}}\int _{-\infty }^{+\infty }f(x)\beta (x)dx.}
- Vale la proprietà:

{\displaystyle \phi (f*g)={\frac {1}{\sqrt {2\pi }}}\int _{-\infty }^{+\infty }g(y)\phi (f(x-y))dy.}
Dato che:
{\displaystyle \phi (f)\phi (g)=\phi (f){\frac {1}{\sqrt {2\pi }}}\int _{-\infty }^{+\infty }g(y)\beta (y)dy,}
dall'uguaglianza (per ipotesi) dei membri alla destra nelle precedenti due relazioni segue che allora è possibile scrivere, portando {\displaystyle \phi } dentro l'integrale nella seconda e uguagliando gli integrandi:
{\displaystyle \phi (f)\beta (y)=\phi (f(x-y)).}
Assumendo che {\displaystyle \beta } sia una funzione continua e sostituendo {\displaystyle y} con {\displaystyle x+y} e {\displaystyle f} con {\displaystyle f(y-x)} si ottiene:
{\displaystyle \phi (f(z))\beta (x+y)=\phi (f(z-(x+y)))=\phi (f(z-x))\beta (y)=\phi (f(z))\beta (x)\beta (y),}
e quindi:
{\displaystyle \beta (x+y)=\beta (x)\beta (y),}
il che implica che {\displaystyle \beta (0)=1}. Si mostra inoltre che {\displaystyle \beta } è differenziabile. Differenziando la precedente relazione rispetto a {\displaystyle y} e valutando in {\displaystyle y=0} si ottiene:
{\displaystyle \beta '(x)=\beta '(0)\beta (x),}
con {\displaystyle \beta '(0)} una costante, da cui:
{\displaystyle \beta (x)=e^{\beta '(0)x}.}
Dalla limitatezza di {\displaystyle \beta } segue che {\displaystyle \beta '(0)} è un numero puramente immaginario. Esiste quindi un {\displaystyle t} reale tale che:
{\displaystyle \beta '(x)=e^{-itx}.}
L'unicità di {\displaystyle t} discende considerando una traslazione {\displaystyle f=e^{-|x|}} e notando che {\displaystyle s\neq t} implica che la trasformata {\displaystyle {\hat {f}}} è diversa se valutata in {\displaystyle t} oppure {\displaystyle s}. Si può pertanto associare ad ogni omomorfismo a valori complessi non identicamente nullo {\displaystyle \phi \in L^{1}} un unico {\displaystyle t} reale in modo che si verifichi la relazione:
{\displaystyle \phi (f)={\hat {f}}(t).}

## Proprietà
Dalla linearità dell'integrale consegue immediatamente la linearità della trasformata di Fourier, esplicitamente:
{\displaystyle {\mathcal {F}}(\alpha f+\beta g)=\alpha {\mathcal {F}}(f)+\beta {\mathcal {F}}(g),}
per ogni {\displaystyle f,g\in L^{1}(\mathbb {R} )} e {\displaystyle \alpha ,\beta \in \mathbb {C} }.
Segue immediatamente dalla definizione che una traslazione della funzione risulta nella moltiplicazione con un esponenziale della trasformata, e viceversa.
Siano {\displaystyle f\in L^{1}(\mathbb {R} )} e {\displaystyle \alpha \in \mathbb {R} }, allora valgono le seguenti proprietà:
- Se {\displaystyle g(t)=f(t-\alpha )} allora:

{\displaystyle {\hat {g}}(\omega )={\hat {f}}(\omega )e^{-i\alpha \omega }}
- Se {\displaystyle g(t)=f(t)e^{i\alpha t}} allora:

{\displaystyle {\hat {g}}(\omega )={\hat {f}}(\omega -\alpha )}
- Se {\displaystyle g(t)=f(-t)} allora:

{\displaystyle {\hat {g}}(\omega )={\hat {f}}(-\omega )}
- Se {\displaystyle g(t)=f(-t)^{*}} allora:

{\displaystyle {\hat {g}}(\omega )={\hat {f}}(\omega )^{*}}
dove l'asterisco denota il complesso coniugato. In particolare, se {\displaystyle f} è reale e pari, allora {\displaystyle {\hat {f}}} è reale e pari; se invece {\displaystyle f} è reale e dispari,  allora {\displaystyle {\hat {f}}} è immaginaria e dispari.
- Attraverso un cambio di variabile si ottiene che se:

{\displaystyle g(t)=f(t/\lambda ),}
allora:
{\displaystyle {\hat {g}}(\omega )=\lambda {\hat {f}}(\lambda \omega ),\quad \lambda >0.}

### Il teorema di convoluzione
Il teorema di convoluzione afferma che la trasformata di una convoluzione è data dal prodotto delle trasformate. Siano {\displaystyle f} e {\displaystyle g} funzioni a descrescenza rapida in {\displaystyle \mathbb {R} ^{n}}. La loro convoluzione è data dall'integrale:
{\displaystyle (f*g)(t)={\frac {i}{\sqrt {2\pi }}}\int _{\mathbb {R} ^{n}}f(t-i\omega )g(i\omega )\mathrm {d} \omega .}
Sia {\displaystyle {\mathcal {F}}} l'operatore trasformata di Fourier, sicché {\displaystyle {\mathcal {F}}\{f\}} e {\displaystyle \ {\mathcal {F}}\{g\}} sono le trasformate di {\displaystyle f} e {\displaystyle g} rispettivamente. Allora si ha:
{\displaystyle {\mathcal {F}}\{f*g\}={\mathcal {F}}\{f\}\cdot {\mathcal {F}}\{g\},}
dove {\displaystyle \cdot } denota la moltiplicazione. Si ha anche che:
{\displaystyle {\mathcal {F}}\{f\cdot g\}={\mathcal {F}}\{f\}*{\mathcal {F}}\{g\}.}
Applicando la trasformata inversa {\displaystyle {\mathcal {F}}^{-1}}, si ottiene:
{\displaystyle f*g={\mathcal {F}}^{-1}{\big \{}{\mathcal {F}}\{f\}\cdot {\mathcal {F}}\{g\}{\big \}}.}
Si può dimostrare questa proprietà applicando il teorema di Fubini.

### Correlazione incrociata
In modo analogo alla convoluzione, si mostra che se {\displaystyle h(x)} è la correlazione incrociata di {\displaystyle f(x)} e {\displaystyle g(x)}:
{\displaystyle h(x)=(f\star g)(x)=\int _{-\infty }^{+\infty }{\overline {f(y)}}\,g(x+y)\,dy,}
allora la trasformata di Fourier di {\displaystyle h(x)} è:
{\displaystyle {\mathcal {F}}\{h\}(\xi )={\overline {{\mathcal {F}}\{f\}(\xi )}}\,{\mathcal {F}}\{g\}(\xi ).}
Come caso particolare, l'autocorrelazione di {\displaystyle f(x)} è data da:
{\displaystyle h(x)=(f\star f)(x)=\int _{-\infty }^{+\infty }{\overline {f(y)}}f(x+y)\,dy,}
e si ha:
{\displaystyle {\mathcal {F}}\{h\}(\xi )={\overline {{\mathcal {F}}\{f\}(\xi )}}\,{\mathcal {F}}\{f\}(\xi )=|{\mathcal {F}}\{f\}(\xi )|^{2}.}

### Trasformata della derivata
Con un'integrazione per parti si può dimostrare che se:
{\displaystyle g(t)=-itf(t),}
ed {\displaystyle f,g\in L^{1}(\mathbb {R} )}, allora {\displaystyle {\hat {f}}} è differenziabile e la derivata è data da:
{\displaystyle {\hat {f}}{\text{ }}'(t)={\hat {g}}(t).}
Se, al contrario, {\displaystyle f\in L^{1}(\mathbb {R} )} è differenziabile e la derivata è a sua volta assolutamente integrabile, ovvero {\displaystyle f'\in L^{1}(\mathbb {R} )}, allora la trasformata della derivata è:
{\displaystyle {\widehat {f'{\text{ }}}}(t)=it{\hat {f}}(t).}
Questa proprietà permette di trovare le soluzioni di alcune equazioni differenziali, trasformandoli in equazioni algebriche per la trasformata di Fourier della soluzione.

### Il teorema di Plancherel
Il teorema di Plancherel permette di definire la trasformata di Fourier a funzioni che appartengono all'intersezione dello spazio delle funzioni integrabili secondo Lebesgue, denotato con {\displaystyle L^{1}}, e lo spazio delle funzioni a quadrato sommabile, denotato con {\displaystyle L^{2}}. In particolare, l'applicazione che associa ad una funzione la sua trasformata, che appartiene ad {\displaystyle L^{2}}, è un'isometria da {\displaystyle L^{1}\cap L^{2}} in {\displaystyle L^{2}} che può essere estesa in maniera unica ad un'isometria da {\displaystyle L^{2}} in sé.
Il teorema di Plancherel afferma che è possibile associare ad ogni funzione {\displaystyle f} di {\displaystyle L^{2}} una funzione {\displaystyle {\hat {f}}} di {\displaystyle L^{2}} tale da soddisfare le seguenti proprietà:
- Se {\displaystyle f\in L^{1}\cap L^{2}}, allora {\displaystyle {\hat {f}}} è la trasformata di Fourier di {\displaystyle f}.
- Per ogni {\displaystyle f\in L^{2}} si ha:

{\displaystyle \|{\hat {f}}\|_{2}=\|f\|_{2}.}
- L'applicazione {\displaystyle f\to {\hat {f}}} è un isomorfismo da {\displaystyle L^{2}} in sé in uno spazio di Hilbert.
- Se:

{\displaystyle \phi _{A}(t)={\frac {1}{\sqrt {2\pi }}}\int _{-A}^{A}f(x)e^{-ixt}\,dx,}
e se:
{\displaystyle \psi _{A}(x)={\frac {1}{\sqrt {2\pi }}}\int _{-A}^{A}{\hat {f}}(t)e^{ixt}\,dt,}
allora:
{\displaystyle \lim _{A\to \infty }\|\phi _{A}-{\hat {f}}\|_{2}=0,\qquad \lim _{A\to \infty }\|\psi _{A}-f\|_{2}=0.}
Dal momento che {\displaystyle L^{1}\cap L^{2}} è denso in {\displaystyle L^{2}}, le prime due proprietà implicano che l'applicazione {\displaystyle f\to {\hat {f}}} è unica, mentre l'ultima è detta anche teorema di inversione di {\displaystyle L^{2}}.

### Il teorema di Parseval
Siano {\displaystyle A(x)} e {\displaystyle B(x)} due funzioni Riemann-integrabili, a valori complessi e definite su {\displaystyle \mathbb {R} }. Siano esse periodiche con periodo {\displaystyle 2\pi } e sia la rappresentazione per mezzo della serie di Fourier:
{\displaystyle A(x)=\sum _{n=-\infty }^{+\infty }a_{n}e^{inx},\qquad B(x)=\sum _{n=-\infty }^{+\infty }b_{n}e^{inx}.}
Allora:
{\displaystyle \sum _{n=-\infty }^{+\infty }a_{n}{\overline {b_{n}}}={\frac {1}{2\pi }}\int _{-\pi }^{\pi }A(x){\overline {B(x)}}dx.}
Nel caso particolare in cui {\displaystyle A(x)=B(x)} il teorema stabilisce che, data una funzione in {\displaystyle C^{2}} su {\displaystyle \mathbb {R} } con derivata prima e seconda assolutamente convergenti, allora l'area sottesa dal modulo al quadrato della funzione è uguale a quella sottesa dal modulo al quadrato della sua trasformata di Fourier:
{\displaystyle \sum _{n=-\infty }^{+\infty }|a_{n}|^{2}={\frac {1}{2\pi }}\int _{-\pi }^{\pi }|A(x)|^{2}dx.}
Una scrittura integrale equivalente alla precedente relazione è:
{\displaystyle \int _{-\infty }^{+\infty }|A(t)|^{2}dt=\int _{-\infty }^{+\infty }|{\hat {A}}(\omega )|^{2}d\omega ,}
dove {\displaystyle {\hat {A}}(\omega )={\mathcal {F}}\{A(t)\}} è la trasformata di Fourier normalizzata di {\displaystyle A(x)} e {\displaystyle \omega } la frequenza di {\displaystyle A}.

### Proprietà di dualità
Un'utile proprietà della trasformata di Fourier è la dualità fra trasformata e antitrasformata: poiché esse differiscono solo per il segno è immediato applicare un risultato ottenuto trasformando dal dominio del tempo a quello della frequenza all'operazione duale.
Formalmente:
{\displaystyle {\mathcal {F}}\left\{x(t)\right\}=X(\omega )}
operando la sostituzione formale fra le variabili {\displaystyle \omega } e {\displaystyle t}
{\displaystyle {\mathcal {F}}\left\{X(\omega )\right\}=x(-t)}
analogamente
{\displaystyle {\mathcal {F}}^{-1}\left\{X(\omega )\right\}=x(t)}
operando la sostituzione formale fra le variabili {\displaystyle t} e {\displaystyle \omega }
{\displaystyle {\mathcal {F}}^{-1}\left\{x(t)\right\}=X(-\omega )}
tale proprietà è particolarmente utile per applicare risultati quali la formula di sommazione di Poisson al teorema del campionamento, o ricavare immediatamente la trasformata di una generica funzione periodica (grazie alla trasformata della delta di Dirac).

### Il lemma di Riemann-Lebesgue
Sia {\displaystyle f\colon \mathbb {R} \to \mathbb {C} } una funzione misurabile. Se {\displaystyle f} è sommabile allora:
{\displaystyle \int _{-\infty }^{+\infty }f(x)e^{-izx}\,dx\rightarrow 0{\text{ per }}z\rightarrow \pm \infty .}
La trasformata di Fourier di {\displaystyle f} tende quindi a {\displaystyle 0} per valori infiniti di {\displaystyle z}. Il lemma si estende anche al caso pluridimensionale.

## Relazione con la trasformata di Laplace
La trasformata di Fourier {\displaystyle {\mathcal {F}}\left\{f(t)\right\}(\omega )} di una funzione {\displaystyle f(t)} è uguale alla trasformata di Laplace bilatera {\displaystyle {\mathcal {L}}} di {\displaystyle f} valutata per {\displaystyle s=i\omega }, ossia:
{\displaystyle {\mathcal {F}}\left\{f(t)\right\}={\mathcal {L}}\left\{f(t)\right\}|_{s=i\omega }=\int _{-\infty }^{+\infty }e^{-i\omega t}f(t)\,\mathrm {d} t.}
Tale definizione è valida se e solo se la regione di convergenza della trasformata di Laplace contiene l'asse immaginario.

## Esempi
- Sia {\displaystyle u(t)=\chi _{[-1,+1]}(t)}, cioè la funzione rettangolare di ampiezza due. Allora:

{\displaystyle {\hat {u}}(\omega )={\frac {1}{\sqrt {2\pi }}}\int _{\mathbb {R} }e^{-i\omega t}\chi _{[-1,+1]}(t)\,dt={\frac {1}{\sqrt {2\pi }}}\int _{-1}^{+1}e^{-i\omega t}\,dt={\frac {1}{\sqrt {2\pi }}}{\left[{\frac {e^{-i\omega t}}{-i\omega }}\right]}_{-1}^{+1}=}
{\displaystyle ={\frac {1}{\sqrt {2\pi }}}{\frac {e^{i\omega }-e^{-i\omega }}{i\omega }}={\sqrt {\frac {2}{\pi }}}{\frac {\sin \omega }{\omega }}.}
- Sia {\displaystyle u(t)={\frac {1}{1+t^{2}}}}. Allora:

{\displaystyle {\hat {u}}(\omega )={\frac {1}{\sqrt {2\pi }}}\int _{\mathbb {R} }e^{-i\omega t}u(t)\,dt={\frac {1}{\sqrt {2\pi }}}\int _{-\infty }^{+\infty }{\frac {e^{-i\omega t}}{1+t^{2}}}dt.}
Si può applicare il teorema dei residui, facendo attenzione poiché il lemma di Jordan garantisce la convergenza sono per alcuni valori di {\displaystyle \omega }, quindi si applica il teorema dei residui  a cammini diversi a seconda del valore di {\displaystyle \omega }.
Per {\displaystyle \omega \geq 0} si estende la funzione al dominio complesso e si sceglie come cammino di integrazione {\displaystyle \Gamma } una semicirconferenza di raggio {\displaystyle R} nel semipiano inferiore centrata in {\displaystyle z=0}, in questo modo si ha dunque:
{\displaystyle {\frac {1}{\sqrt {2\pi }}}\oint _{\Gamma }{\frac {e^{-i\omega z}}{1+z^{2}}}\,dz\rightarrow -{\frac {1}{\sqrt {2\pi }}}\int _{\mathbb {R} }{\frac {e^{-i\omega t}}{1+t^{2}}}\,dt,\qquad {\text{per }}R\rightarrow +\infty .}
Si osservi che la funzione ha due poli semplici in {\displaystyle z=\pm i}, tuttavia soltanto quello in {\displaystyle z=-i} è circondato dal cammino di integrazione; esso è dunque l’unico residuo a dover essere incluso nel computo dell’integrale tramite il teorema. Il residuo in {\displaystyle z=-i} vale:
{\displaystyle \operatorname {Res} _{z=-i}=\lim _{z\rightarrow -i}e^{-i\omega z}{\frac {z+i}{z^{2}+1}}=-{\frac {e^{-\omega }}{2i}}.}
La trasformata per {\displaystyle \omega \geq 0} risulta:
{\displaystyle {\hat {u}}(\omega )=-{\frac {2\pi i}{\sqrt {2\pi }}}{\big (}-{\frac {e^{-\omega }}{2i}}{\big )}={\sqrt {\frac {\pi }{2}}}e^{-\omega }.}
Analogamente, per {\displaystyle \omega <0} e scegliendo come cammino di integrazione {\displaystyle \Gamma } una semicirconferenza nel semipiano superiore, rimane incluso solamente il residuo in {\displaystyle z=+i} che viene avvolto in senso antiorario:
{\displaystyle \operatorname {Res} _{z=+i}=\lim _{z\rightarrow +i}e^{-i\omega z}{\frac {z-i}{z^{2}+1}}=+{\frac {e^{+\omega }}{2i}}.}
Si ha, infine la trasformata complessiva su tutto il dominio:
{\displaystyle {\hat {u}}(\omega )={\sqrt {\frac {\pi }{2}}}e^{-|\omega |}.}